# یورگن بارت
یورگن بارت (انگلیسی: Jürgen Barth; ۱۲ مهٔ ۱۹۴۳ – ۱۷ ژانویهٔ ۲۰۱۱) دوچرخه‌سوار اهل آلمان بود.